# Musique slovaque
La musique slovaque est intimement liée aux musiques hongroise et tchèque ; la Slovaquie connait en effet des périodes où son territoire faisait partie de pays limitrophes à la culture différente. Elle trouve son origine au Moyen Âge dans la musique sacrée chrétienne, mais aussi dans le riche folklore populaire slave. Ce n'est qu'au XXe siècle que la musique classique y acquiert un caractère national proprement dit. Comme beaucoup de musiques d’Europe centrale, elle est aussi fortement imprégnée de tradition et de musique tziganes. La musique traditionnelle, d'essence rurale et pastorale, est quant à elle riche de diverses expressions régionales dépendant du relief et du hasard des implantations humaines d'origines ethniques multiples. Enfin, les tribulations récentes de l'histoire ont beaucoup affecté les styles et les genres de musiques rencontrés dans un pays libéré du joug de l'idéologie.

## Musique classique

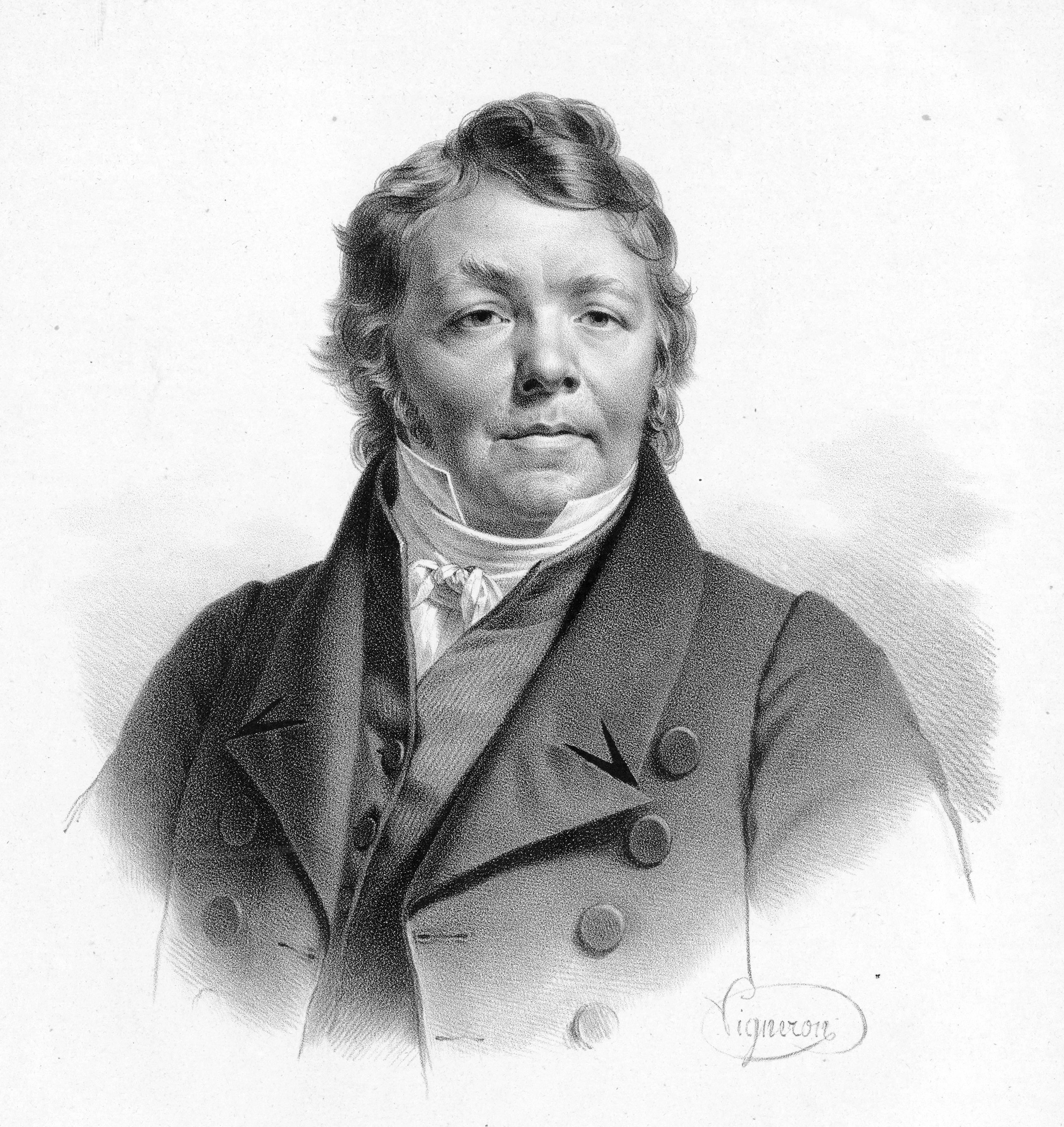
Johann Nepomuk Hummel.

C'est au IXe siècle, dans la Grande-Moravie, qu'on retrouve les premières traces d'une musique de liturgie en slavon qui se dissocie du choral latin et du chant grégorien instaurés par les bénédictins. À l’influence des Empires franc et byzantin, s'ajoute celle de la Hongrie (où Allemands, Autrichiens, Français et Italiens officient déjà) qui annexe le territoire au XIe siècle et fait de Bratislava (alors Presbourg) sa capitale. La musique sacrée s'y développe jusqu'au XVe siècle, qui voit le début de l'invasion destructrice des Ottomans (après celle des Tatars au XIIIe siècle).
Ce n'est qu'à partir du XVIIe siècle que la vie musicale reprend son cours avec le compositeur Ján Kusser notamment. Le XVIIIe siècle voit à la faveur d'une paix durable, le développement du classicisme grâce à une nouvelle génération de compositeurs tels Pantaleón Roskovsky, Anton Zimmermann, Juraj Druzecky, Johann Matthias Sperger, Franz Paul Rigler, Josef Chudy et František Xaver Tost, mais aussi du fait de l'instauration d'une pédagogie musicale, de l'installation de facteurs d'instruments et de l'ouverture au public des concerts. Les compositeurs Johann Nepomuk Hummel, Franz Schmidt et Alexander Albrecht parviennent à la renommée internationale. 
Au XIXe siècle, la venue de compositeurs européens majeurs tels Wolfgang Amadeus Mozart et Joseph Haydn couronne cette évolution. Ludwig van Beethoven et Franz Schubert séjourneront en Slovaquie ; ils seront bientôt suivis par Franz Liszt, Anton Rubinstein et Béla Bartók... Le Tchèque Bedrich Smetana reste néanmoins l'influence majeure de cette époque dont les compositeurs romantiques ont pour noms : Ján Levoslav Bella, Viliam Figuš-Bystrý, Mikuláš Schneider-Trnavský, Frico Kafenda et Mikuláš Moyzes. 
Ce n'est qu'au début du XXe siècle qu'une véritable musique classique nationale se développe sous l'auspice des compositeurs inspirés par le folklore slovaque et la musique tchèque : Eugen Suchoň (1er opéra slovaque), Ján Cikker et Alexander Moyzes. Après guerre, la musique contemporaine reçoit un vrai plébiscite  si bien qu'une nouvelle génération de compositeurs suivront leurs pas dans les années 1960 à l'orée du dodécaphonisme, de la musique sérielle, de l'atonalité et de la musique électroacoustique : Roman Berger, Jozef Malovec, Pavol Šimai, Ilja Zeljenka, Miro Bazlik, Ivan Parik, Peter Kolman, Ladislav Kupkovic et Ľudovít Rajter. Cette avant-garde disparaîtra lors du Printemps de Prague malgré les protestations de nombreuses personnalités. Depuis la fin de l'ère communiste et de ses interdits, les années 1980 ont vu de nouveaux noms émerger : Vladimír Godár, Peter Machajdik, Martin Burlas, Iris Szeghy et Peter Breiner.

## Musique traditionnelle

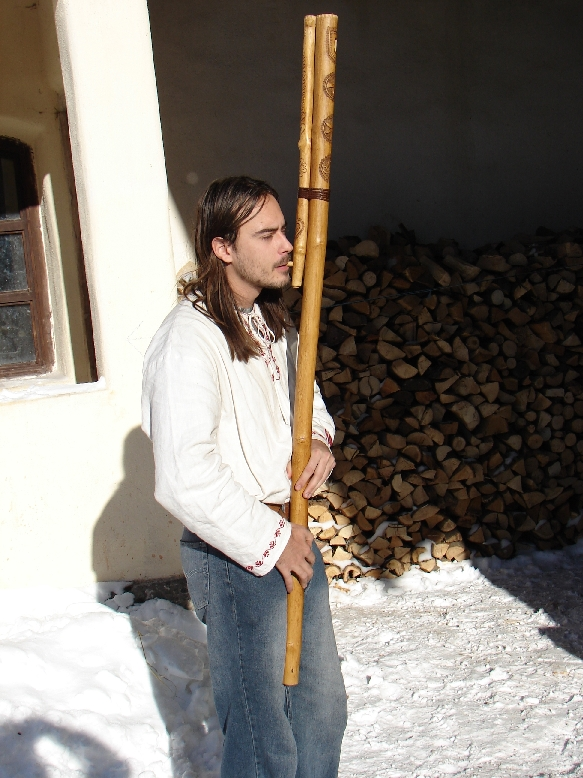
Joueur de fujara.

La musique populaire a pour source des évocations magico-religieuses chez les anciens peuples slaves. Couplée aux chants de travail hra pre seba (« jeu pour soi-même ») des bergers des Carpates et des paysans des plaines ainsi qu'à leurs danses variées, la pratique instrumentale est attestée depuis le XIIIe siècle ; elle trouve diverses expressions régionales.
À l'ouest, la région de Skalica, citadine, riche de polyphonies vocales et de chants liés aux festivités calendaires. Le répertoire date du XVIIe siècle et est interprété sur de petits ensembles à archet (violon, alto, contrebasse) autour du cimbal ; on retrouve[style à revoir] beaucoup de musiques à danser (verbunk) à caractère bourgeois. Par ailleurs, plus au nord, autour de Kelčov, se situe une zone d'influence de musique inspirée de jeux d'enfants. On retrouve aussi dans cette région beaucoup de brass bands.
Au centre, la région de Polana[Laquelle ?] ou Detva, rurale et montagnarde, riche de 160 types d'instruments : flûtes traditionnelles et cornemuses de bergers (accompagnant le chant à danser odzemok), ensembles à cordes de villageois d'influence tzigane (pour le jeu) et hongroise (pour la forme – csárdás – et le répertoire), jouant des chants de commandement notamment. On distingue[style à revoir] la vrchárska muzika (musique instrumentale des plateaux) d'avec les chants de bergers, de brigands (dont font partie les chants de commandement rozkazovacky) ou de courtoisie (piesen). C'est un genre proche des haïdouks roumains avec la valachka. Les chants et les danses accompagnent les cérémonies de la vie (mariage, deuil, etc.). Dans le nord, le trio vrchárska trojka se constitue originellement de deux violons (prim et kontra) et d’une contrebasse (bas) ; les Tziganes l'augmentent d'un cimbal et d'autres cordes, parfois d'une clarinette ou d'un accordéon afin d'interpréter les ciganske piesne (chants tziganes).
À l'est, la région de Zámutov ou Zemplén, où l'on trouve[style à revoir] des chants responsoriaux féminins accompagnés de danses en rond avec battements de pieds ; des polyphonies masculines interprètent des chants de recrue et de courtoisie avec également des battements de mains ou des claps sur des parties du corps. Beaucoup de styles de danses rythmées se retrouvent ici tels le marhaňská, le bašistovská et le verbunk.
La flûte fujara est l'instrument typique de Slovaquie ; elle est reconnue comme patrimoine culturel immatériel de l'humanité par l'UNESCO en 2005. Avec le travail de collecte de Béla Bartók, 4 500 pièces musicales sont transcrites dans le recueil Les Chants populaires slovaques. Deux ensembles officiels (fondés en 1948) de musique folklorique traditionnelle se démarquent aujourd'hui[Quand ?] : Slovenský ľudový umelecký kolektív (SĽUK) et Lúčnica.

## Musique contemporaine
La musique contemporaine est fortement influencée par une invention de John Dopyera. Luthier à Dolná Krupá, après avoir construit des violons et des banjos traditionnels il émigre en 1908 aux États-Unis où il ouvre un magasin d'instruments et invente le système de résonateurs dobro appliqué à de nombreuses guitares depuis.
Le chanteur Richard Müller domine depuis des décennies la scène pop slovaque. On peut également citer les figures de Miro Žbirka (en), Vašo Patejdl (en), Jaro Filip (en), Dežo Ursiny (en), ou encore Peter Nagy (en) toutes populaires dans les années 70-80-90. Côté féminin, la chanteuse Hana Hegerová est considérée comme une légende grâce à ses chansons aux textes poétiques lui ayant conféré le surnom d’Édith Piaf de Prague. La chanteuse Marika Gombitová, quant à elle, domine la scène musicale dans les années 1970-1980 aux cotés d'autres chanteuses comme Beáta Dubasová. 
Les années 1990-2000 voient apparaître d'autres artistes comme Dara Rolins, Pavol Habera (en), Katarína Knechtová (sk), ou encore Kristina.
Les musiques contemporaines sont très en vogue depuis la chute du régime communiste. Depuis 2014, le groupe de black metal Malokarpatan (en) commence à faire parler de lui en Europe occidentale. Le groupe originaire de Bratislava est connu par sa musique orientée black metal première vague et des thèmes abordés dans les chansons (folklore, légendes), chantant en slovaque.

## Instruments traditionnels
Les instruments à vent comprennent : akkordeon, drumbla, dvojacka, fujara, gajdy, handrarska pistalka, hélicon, koncovka, mrmlàk, pistalka, tárogató et valaska pistalka. Les instruments à cordes comprennent : cimbal (ou csymbalum), korytkové husle (ou zlobce), ninera, oktavka, shlopcoky, et violon. 
Les percussions : dob et ozembuch.